# Johann Schmidinger (Verwaltungsjurist)
Johann Schmidinger (* 21. Dezember 1862; † im 20. Jahrhundert) war ein deutscher Verwaltungsjurist und Bezirksoberamtmann.

## Leben
Nach der ersten juristischen Staatsprüfung leistete Johann Schmidinger seinen dreijährigen Vorbereitungsdienst (Referendariat), der ihn zum Bezirksamt Mühldorf am Inn, Amtsgericht Mühldorf am Inn und zum Landgericht München I führte. Im Dezember 1891 folgte das Große juristische Staatsexamen mit anschließender Anstellung als geprüfter Rechtspraktikant bei der Regierung der Oberpfalz.
Schmidinger war bei verschiedenen Bezirksämtern eingesetzt, bevor er am 1. Juni 1896 Assessor beim Bezirksamt Griesbach und später in Rosenheim wurde. In der Zeit vom 1. August 1908 bis zum 31. Oktober 1921 war er als Bezirksamtsvorstand im Rang eines Bezirksamtmanns Leiter des Bezirksamtes Pfarrkirchen. Dort wurde er im Dezember 1915 zum Regierungsrat ernannt und zum 1. April 1920 als Bezirksoberamtmann mit gleichzeitiger Beförderung zum Oberregierungsrat übergeleitet.  In diesem Amt blieb er bis zu seinem Weggang als Bezirksamtsvorstand in Fürstenfeldbruck zum 1. November 1921. Dort blieb er bis zu seiner Versetzung in den Ruhestand zum 1. Juni 1928 Leiter des Bezirksamtes. Er wurde im September 1921 bis 1939 Nachfolger des Oberregierungsrats Josef Nibler (1865–1921) im Vorsitz der Baugenossenschaft Eichenau.